# West Bromwich Albion Football Club
Pour les articles homonymes, voir Bromwich et Albion.
Maillots
West Bromwich Albion Football Club, également appelé West Brom, Albion ou WBA, est un club anglais de football professionnel basé à West Bromwich dans les Midlands de l'Ouest. Fondé en 1878, il joue ses matchs à domicile à The Hawthorns depuis 1900.
Champion d'Angleterre en 1920, le club remporte cinq fois la Coupe d'Angleterre entre 1888 et 1968. Il remporte également la Coupe de la Ligue, lors de la première édition en 1966, et atteint les quarts de finale de la Coupe UEFA en 1979.
A l'issue de la saison 2020-2021, le club est relégué en EFL Championship, où il évoluera donc pour la saison 2021-2022.

## Histoire

### Fondation et années de gloire (1878-1939)
Le club des « West Bromwich Strollers » est fondé en 1878 par des ouvriers de George Salter's Spring Works (en), une manufacture de balances de West Bromwich, dans le Staffordshire. Le nom « West Bromwich Albion » est adopté en 1880. Albion est un quartier de la ville où vivent et travaillent certains des joueurs du club, près de l'actuel quartier de Greets Green (en). Il adhère à la Birmingham & District Football Association en 1881 et participe à la première compétition organisée par cette ligue, la Birmingham Cup (en). Dès sa première participation, West Bromwich Albion atteint les quarts de finale en éliminant plusieurs clubs plus anciens au passage. Le club remporte son premier trophée en 1883 : la Staffordshire Cup (en). West Bromwich Albion adhère à la Football Association la même année et participe à sa première Coupe d'Angleterre durant la saison 1883-1884.
Le club devient professionnel en 1885 et arrive en finale de la Coupe d'Angleterre pour la première fois en 1886 contre Blackburn Rovers. Le match doit être rejoué et West Bromwich Albion est battu par 2 buts à 0. L'année suivante, West Bromwich est à nouveau battu en finale de la Coupe sur le même score, cette fois par Aston Villa. La troisième fois est la bonne : le club remporte le trophée en 1888 en battant les favoris Preston North End par 2 buts à 1. Cette victoire permet à West Bromwich Albion de jouer le Football World Championship contre le club écossais de Renton, vainqueur de la Coupe d'Écosse. Les Anglais sont battus par 4 buts à 1.

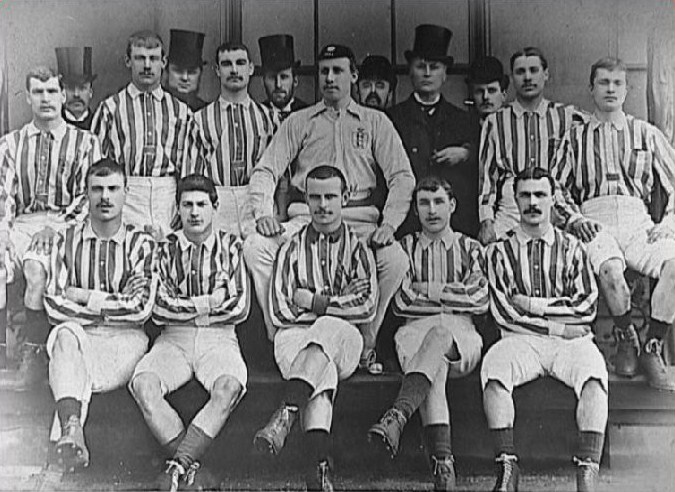
Les vainqueurs de la Coupe d'Angleterre 1888.

En 1888, West Bromwich Albion fait partie des douze clubs fondateurs de la Football League, le premier championnat anglais. L'équipe remporte sa deuxième Coupe d'Angleterre en 1892 en battant Aston Villa en finale par 3 buts à 0. Les deux clubs se retrouvent en finale de la Coupe trois ans plus tard, mais le trophée revient cette fois à Aston Villa, vainqueur par 1 but à 0. La saison 1900-1901 voit West Bromwich Albion disputer ses premiers matches au stade des Hawthorns, mais elle se termine également par la relégation du club en deuxième division. West Bromwich Albion retrouve la première division dès l'année suivante, pour être à nouveau relégué en 1904. Cette fois-ci, le club doit attendre sept saisons avant d'obtenir sa promotion. Il dispute sa sixième finale de Coupe d'Angleterre l'année suivante, en 1912, mais la victoire revient à Barnsley, un club de deuxième division.

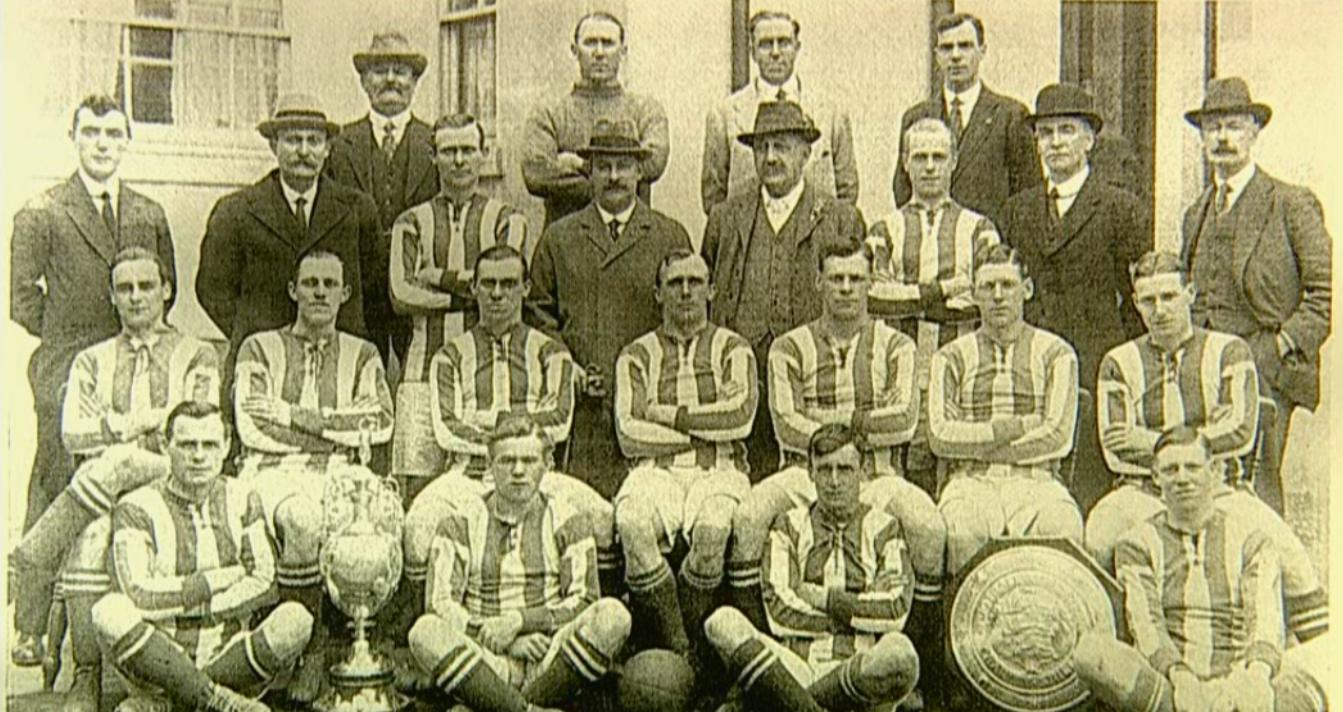
Les vainqueurs du championnat 1919-1920.

Après l'interruption des compétitions de football due à la Première Guerre mondiale, West Bromwich Albion remporte le premier championnat d'après-guerre. Durant cette saison 1919-1920, le club bat deux records en remportant 60 points et en inscrivant 104 buts. Cinq ans plus tard, West Bromwich Albion termine en deuxième position du championnat 1924-1925, à seulement deux points du champion Huddersfield Town. Une nouvelle relégation en deuxième division suit en 1927. Le club continue à osciller entre les deux divisions jusqu'à la Seconde Guerre mondiale : promu en 1931, relégué en 1939. Durant cette période, il dispute deux finales de Coupe : en 1931, il remporte le trophée face à Birmingham (2-1), mais en 1935, c'est Sheffield Wednesday qui l'emporte (4-2).

### Une place forte de l'élite anglaise (1945-1986)

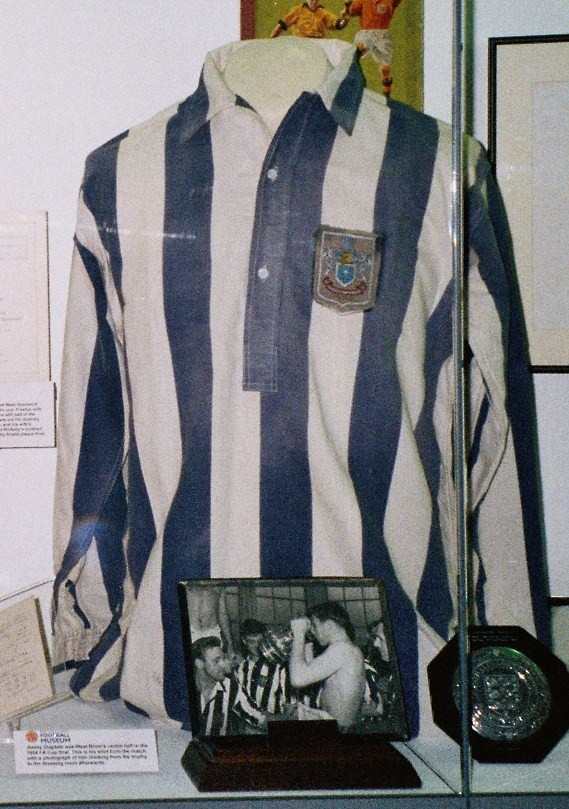
Souvenirs de la victoire en Coupe 1954.

Après la Seconde Guerre mondiale, West Bromwich Albion retrouve la première division en 1949. La saison 1953-1954 est particulièrement faste : avec un jeu fluide et porté sur l'attaque, le club remporte la Coupe d'Angleterre et lutte jusqu'au bout pour la victoire en championnat, mais une série de blessures et de contre-performances permettent aux grands rivaux des Wolverhampton Wanderers de décrocher le titre. Entraîné par Vic Buckingham, West Bromwich Albion reste l'un des meilleurs clubs anglais jusqu'à la fin des années 1950, avec une demi-finale de Coupe en 1957 et de belles performances en championnat : 4e en 1958, 5e en 1959, 4e à nouveau en 1960.
Les années 1960 sont marquées par de bons résultats en Coupe. Le club, entraîné par Jimmy Hagan puis Alan Ashman, dispute trois finales de la Coupe de la Ligue entre 1966 et 1970, remportant celle de 1966 (sa première participation) contre West Ham United. La Coupe d'Angleterre 1968 est le dernier trophée majeur remporté par West Bromwich Albion, qui remporte la finale contre Everton grâce à un but de Jeff Astle. L'année suivante voit se dérouler la première campagne européenne du club, dont la victoire en coupe lui assure une place en Coupe d'Europe des vainqueurs de coupe. Après deux succès contre les Belges de Bruges et les Roumains du Dinamo Bucarest, West Bromwich Albion est éliminé en quart de finale par les Écossais de Dunfermline.
Les résultats se dégradent sous Don Howe, avec une relégation en deuxième division au terme de la saison 1972-1973. Le club retrouve la première division trois ans plus tard grâce au joueur-entraîneur irlandais Johnny Giles, qui entraîne également la sélection nationale irlandaise au même moment. De bons résultats en championnat s'ensuivent : 7e en 1977, 6e en 1978, 3e en 1979, 4e en 1981, avec trois participations en Coupe UEFA à la clef. Le club atteint notamment les quarts de finale en 1979 avant d'être éliminé par l'Étoile rouge de Belgrade, futur finaliste.

### La traversée du désert (1986-2002)
West Bromwich Albion commence à décliner au milieu des années 1980. Après une saison 1985-1986 désastreuse, la pire de son histoire (seulement 4 victoires en 42 matches), le club est relégué en deuxième division,.
Lors de sa cinquième saison en deuxième division, West Bromwich Albion termine avant-dernier et se retrouve ainsi en troisième division pour la première fois de son histoire pour la saison 1991-1992. Entraîné par l'Argentin Osvaldo Ardiles, le club termine en quatrième position en 1993 et se qualifie pour les barrages de promotion. Le joueur-clef de cette saison est l'attaquant Bob Taylor, qui inscrit 30 buts en championnat. Lors de la finale des barrages, West Bromwich Albion affronte Port Vale à Wembley. Une victoire par 3 buts à 0 permet au club de retrouver la deuxième division, où il se maintient par la suite sans figurer parmi les candidats à la promotion.
Les choses changent avec l'arrivée de Gary Megson (en), en mars 2000. Après avoir sauvé le club de la relégation à la fin de la saison 1999-2000, il le conduit aux barrages de promotion l'année suivante, mais échoue en demi-finales contre Bolton Wanderers. West Bromwich Albion doit attendre l'année suivante pour retrouver la première division.

### Entre première et deuxième division (depuis 2002)

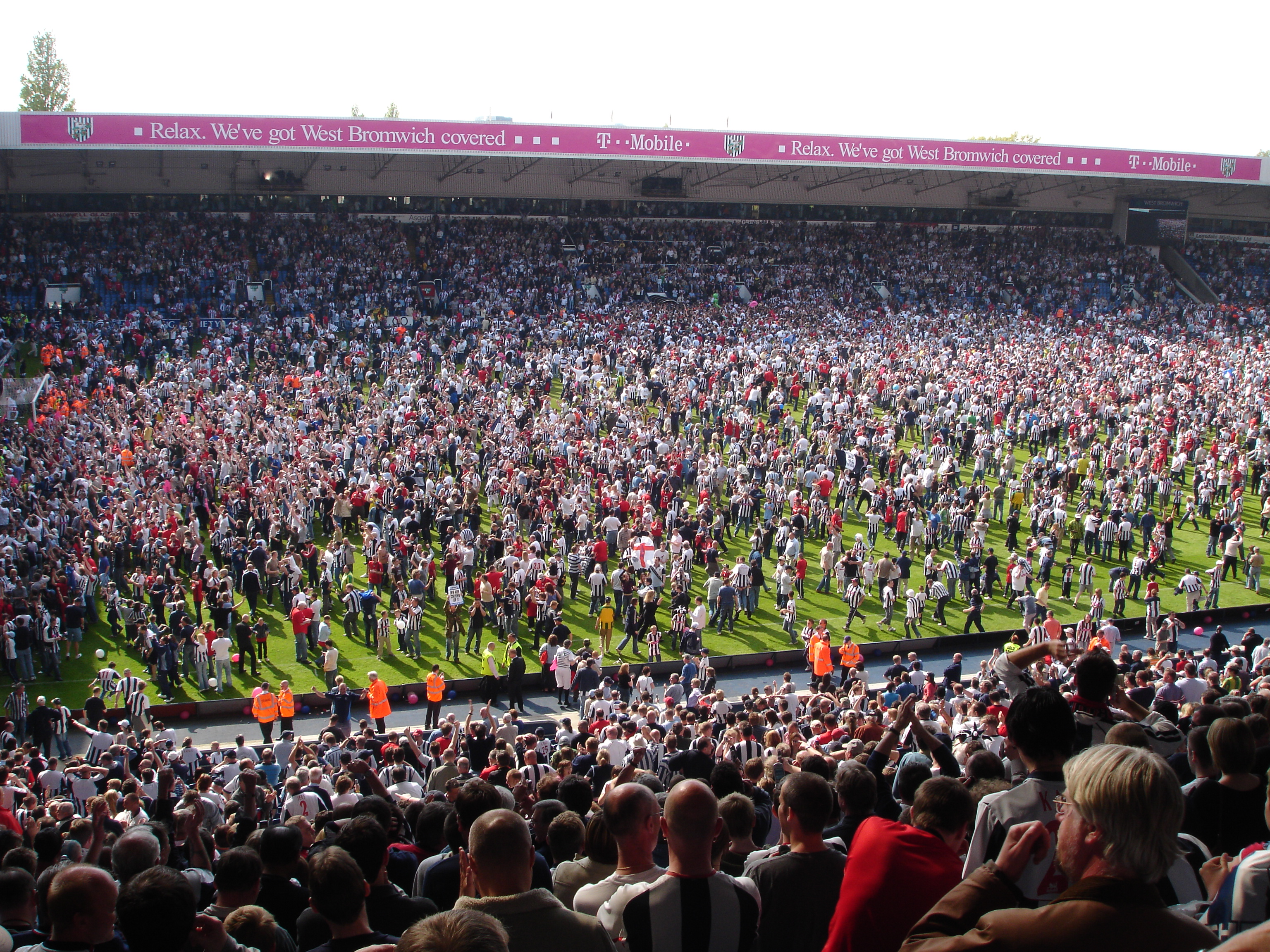
Le public envahit le terrain aux Hawthorns le 15 mai 2005, après la victoire contre Portsmouth.

Relégué en 2003, mais promu à nouveau en 2004, West Bromwich Albion connaît une saison 2004-2005 compliquée. Sous l'égide de Bryan Robson, il parvient à conserver sa place en première division grâce à sa victoire sur Portsmouth lors de l'ultime journée de championnat. C'est la première fois que l'équipe classée dernière à la trêve hivernale n'est pas reléguée depuis la création de la Premier League en 1992. Cet exploit, surnommé « The Great Escape », ne fait cependant que retarder l'inévitable, et le club n'échappe pas à la relégation la saison suivante.
Le 28 mai 2007, West Brom perd en barrage de promotion contre Derby County sur le score de 1-0. Lors de la saison suivante, le club réalise un joli parcours en Coupe d'Angleterre avant son élimination en demi-finales par Portsmouth. Un mois après cette élimination, le club valide son ticket pour la Premier League grâce à une victoire contre QPR. Une fois de plus, WBA est relégué en fin de saison 2007-2008. Roberto Di Matteo prend alors les rênes de l'équipe première et fait remonter l'équipe en un an. C'est le septième changement de division du club en moins de dix ans.
Di Matteo est démis de ses fonctions en février 2011 et est remplacé par Roy Hodgson. Ce dernier sauve l'équipe de la relégation en 2011 en obtenant 20 points en 12 rencontres. Le club se maintient en première division depuis 2010, terminant généralement dans la deuxième moitié du classement. Sa meilleure position durant cette période est une huitième place en 2013 sous l'égide de l'entraîneur écossais Steve Clarke. L'attaquant belge Romelu Lukaku, prêté par Chelsea, inscrit 17 buts durant cette saison, un record pour le club en Premier League.
West Bromwich Albion est racheté en 2016 par un groupe d'investisseurs chinois, Yunyi Guokai Sports Development Limited, dirigé par Guochuan Lai (en). Jeremy Peace (en), président du club depuis 14 ans, présente sa démission. Il est remplacé par John Williams, qui dirigeait jusqu'alors Blackburn Rovers. La saison 2017-2018 voit se succéder Tony Pulis et Alan Pardew sur le banc, avec notamment une série de huit défaites d'affilée en championnat du 31 janvier au 31 mars. Malgré les efforts de Darren Moore (en), qui remporte le titre d'entraîneur du mois en avril 2018 après avoir mis un terme à cette série noire (11 points en 5 matches), le club est relégué à la fin de la 37e journée.
A l'issue de la saison 2019-2020, le club est promu en Premier League.

## Identité du club

### Maillot
Les couleurs historiques de West Bromwich Albion sont le blanc et le bleu marine. L'équipement des joueurs se compose d'un maillot à rayures verticales blanches et bleu marine, d'un short blanc et de chaussettes blanches. Après plusieurs saisons d'expérimentations, ces couleurs apparaissent pour la première fois en 1885.

### Logo
Le logo de West Bromwich Albion remonte à la fin des années 1880, lorsque Tom Smith, le secrétaire du club, propose d'adopter comme emblème une grive musicienne (throstle dans le dialecte du Black Country) perchée sur une barre transversale. The Throstles reste l'un des surnoms de l'équipe. La grive figure toujours sur le logo, mais la barre transversale a laissé place à une branche d'aubépine (hawthorn en anglais) en référence au nom du stade, The Hawthorns.

Ancien logo (période indéterminée).
Jusqu'en 2006.
Depuis 2006.

## Infrastructures

### Stade

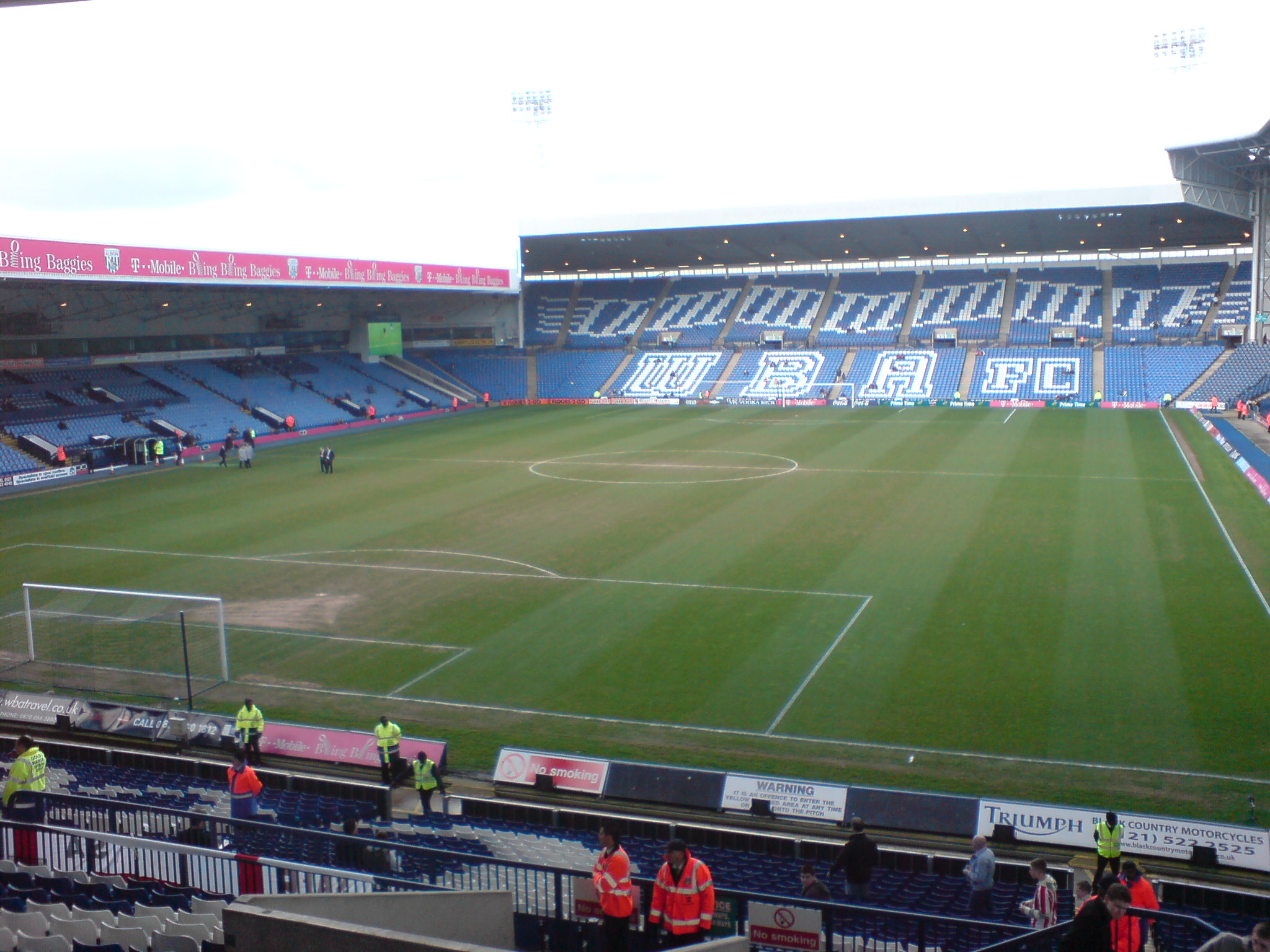
The Hawthorns.

Le premier stade de West Bromwich Albion est Cooper's Hill, situé entre Walsall Street et Beeches Road, où le club évolue à partir de 1878. Entre 1879 et 1881, les matches à domicile alternent entre Cooper's Hill et un autre stade, Dartmouth Park. Le stade de Bunn's Field, qui possède une capacité de 1 500 à 2 000 personnes, est utilisé durant la saison 1881-1882. C'est la première enceinte fermée utilisée par le club, ce qui lui permet de faire payer un droit d'entrée. Ces changements répétés témoignent de la popularité croissante de West Bromwich Albion et du football en général. De 1882 à 1885, le stade de Four Acres est loué au club par l'équipe de cricket du West Bromwich Dartmouth Cricket Club, qui laisse les footballeurs utiliser leur terrain les samedis et les lundis. C'est dans cette enceinte que West Bromwich Albion enregistre la plus grande victoire de son histoire, le 11 novembre 1882, en infligeant un 26 à 0 à l'équipe de Coseley (en). Stoney Lane (en) devient le nouveau stade du club en 1885, pour l'une des périodes les plus fastes de son histoire (deux coupes et trois finales de coupe).
À l'expiration du bail de Stoney End, en 1900, West Bromwich Albion s'installe dans un nouveau stade. Contrairement aux précédents, il ne se situe pas dans le centre-ville, mais en périphérie, près des villes voisines de Handsworth et Smethwick. Le nouveau stade est baptisé The Hawthorns en référence aux buissons d'aubépine qui recouvrent le terrain choisi pour l'édifier. Le premier match aux Hawthorns se déroule le 3 septembre 1900 : un match nul 1-1 contre Derby County. Le record d'affluence est atteint le 6 mars 1937, à l'occasion du quart de finale de Coupe d'Angleterre contre Arsenal, avec 64 815 spectateurs. Dans les années 1990, en accord avec les recommandations du rapport Taylor, les tribunes deviennent entièrement assises. En 2018, la capacité du stade est de 26 668 spectateurs, avec quatre tribunes : West Stand (3 773 places), Birmingham Road End (8 935 places), Smethwick End (5 496 places) et East Stand (8 632 places).

## Culture populaire

### Rivalités

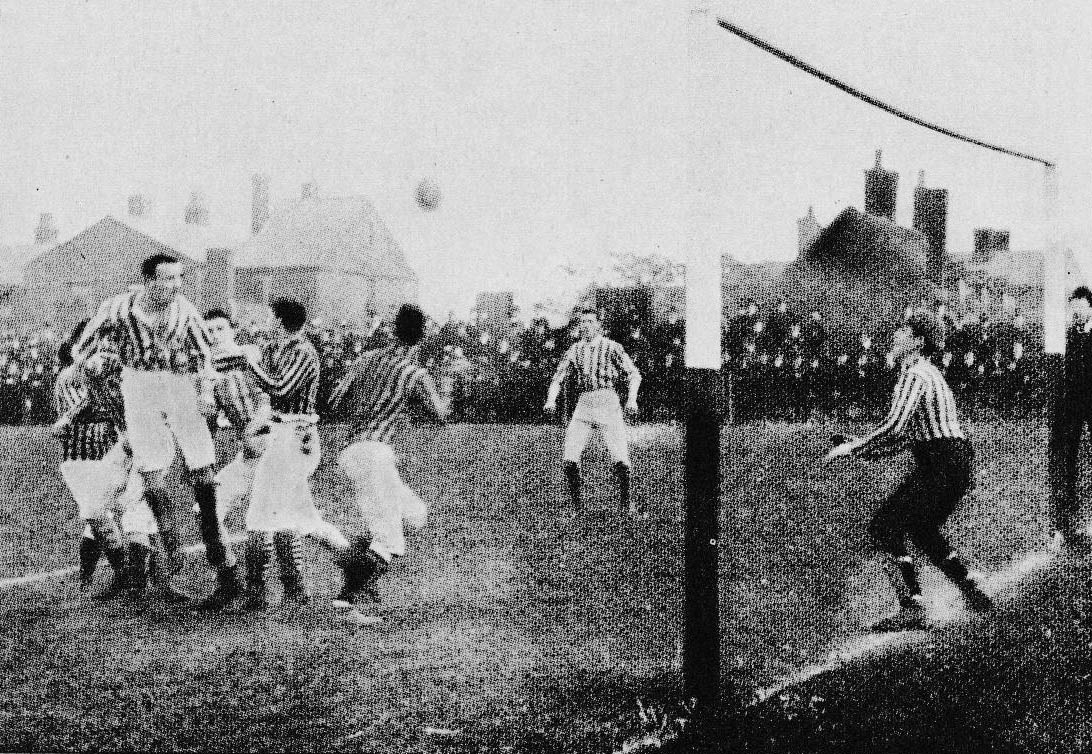
La finale de la Coupe d'Angleterre 1887 est remportée par Aston Villa contre West Bromwich Albion.

Les principaux rivaux de West Bromwich Albion sont deux autres clubs des Midlands de l'Ouest : Aston Villa et Wolverhampton Wanderers.
Historiquement, le premier rival de West Bromwich Albion est Aston Villa. Le premier match les opposant est une rencontre de Staffordshire Cup disputée le 9 décembre 1882 et conclue sur le score de 3 buts partout. Trois finales de Coupe d'Angleterre les mettent aux prises à la fin du XIXe siècle, Aston Villa remportant celles de 1887 et 1895 et West Bromwich Albion celle de 1892. Ce derby connaît un renouveau à la fin des années 1970 et au début des années 1980, période durant laquelle les deux clubs se retrouvent fréquemment dans le haut du classement en championnat. Les rencontres entre les deux clubs se raréfient par la suite : entre 1989 et 2002, ils ne sont jamais dans la même division en même temps.
Le derby du Black Country, qui oppose West Bromwich Albion à Wolverhampton Wanderers, est l'un des plus anciens de l'histoire du football, ayant été disputé près de 150 fois. Il atteint son paroxysme durant la saison 1953-1954, durant laquelle les Wanderers terminent premiers du championnat et Albion, seconds, remportent la Coupe d'Angleterre. Les deux clubs se partagent le Charity Shield après s'être séparés sur le score de 4 buts partout. Le derby retrouve son intensité dans les années 1990, période durant laquelle les deux équipes, plongées en troisième division, n'ont guère d'autre objectif que vaincre le rival local.
Durant la saison 2010-2011, les quatre grands clubs des Midlands de l'Ouest (West Bromwich Albion, Aston Villa, Wolverhampton Wanderers et Birmingham City) se retrouvent ensemble en première division, pour la première fois depuis 1984. Les relégations successives de Birmignahm City en 2011 et Wolverhampton Wanderers en 2012 ont redonné de l'intérêt au derby West Bromwich Albion – Aston Villa jusqu'à la relégation de ces derniers en 2016.

### Surnoms

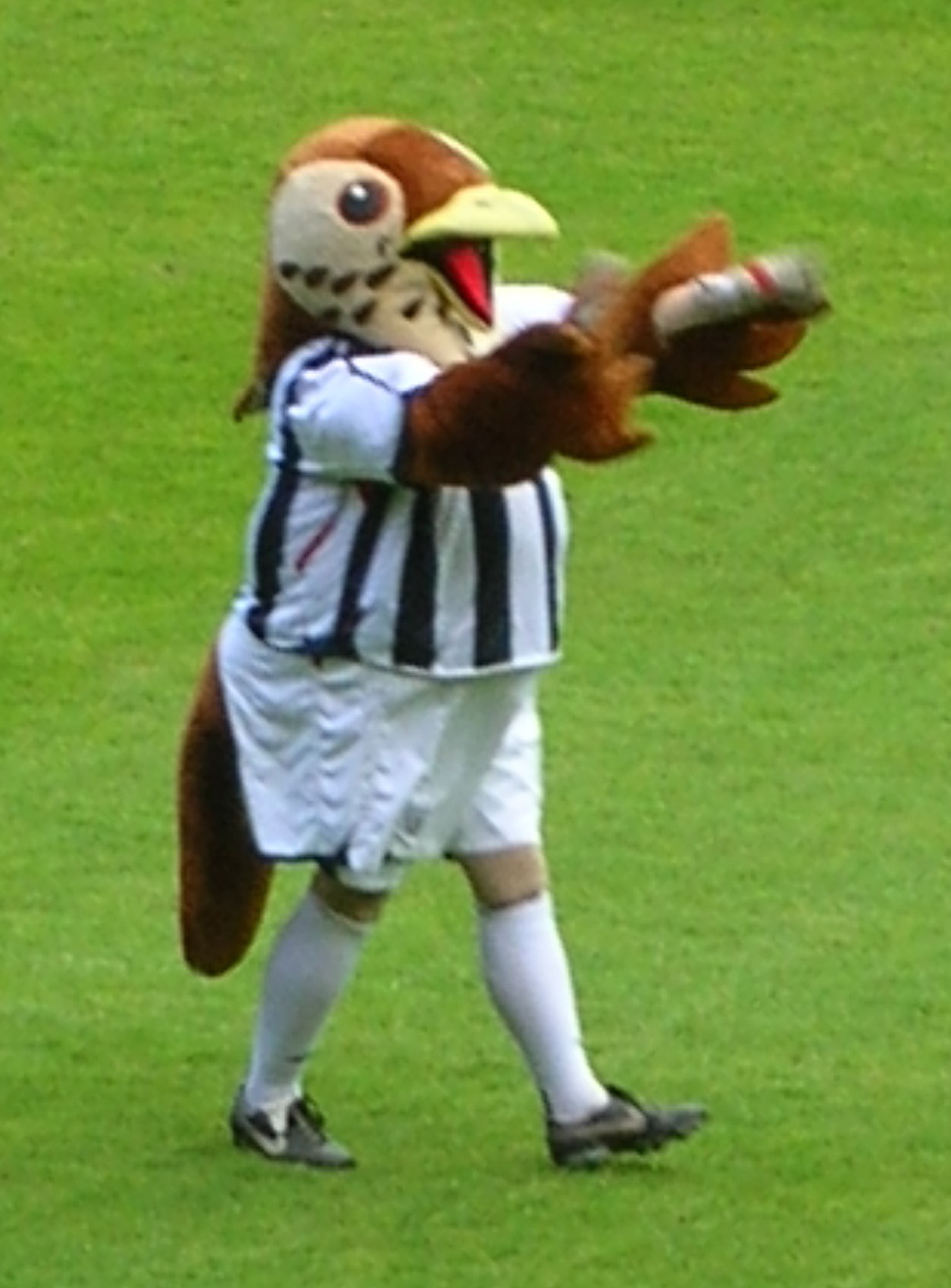
Baggie Bird, l'une des mascottes du club.

Le plus ancien surnom des joueurs de West Bromwich Albion est « the Throstles », en référence à la grive musicienne qui sert d'emblème au club. Il est progressivement supplanté par « the Baggies », un surnom d'origine incertaine apparu dans les années 1900. Plusieurs théories existent concernant son origine.

## Palmarès et records

### Compétitions nationales
- Championnat d'Angleterre (1) :
  - Champion : 1920.
  - Vice-champion : 1925 et 1954.

- Championnat d'Angleterre de deuxième division (3) :
  - Champion : 1902, 1911 et 2008.
  - Vice-champion : 1931, 1949, 2002, 2010 et 2020

- Coupe d'Angleterre (5) :
  - Vainqueur : 1888, 1892, 1931, 1954 et 1968.
  - Finaliste : 1886, 1887, 1895, 1912 et 1935.

- Coupe de la Ligue (1) :
  - Vainqueur : 1966
  - Finaliste : 1967 et 1970

- Charity Shield (2) :
  - Vainqueur : 1920 et 1954 (partagé avec Wolverhampton Wanderers)

L'évolution du classement de West Bromwich Albion dans le championnat anglais depuis sa création.

  - Finaliste : 1931 et 1968

### Compétitions internationales
- Coupe d'Europe des vainqueurs de coupe (0) :
  - Participation : 1
  - Meilleur classement : quarts de finale (1969)

- Coupe UEFA (0) :
  - Participation : 3
  - Meilleur classement : quarts de finale (1979)

- Coupe des villes de foires (0) :
  - Participation : 1
  - Meilleur classement : deuxième tour (1967)

- Coupe anglo-italienne (0) :
  - Participation : 4
  - Meilleur classement : demi-finale (1996)

- Coupe anglo-écossaise (0) :
  - Participation : 2
  - Meilleur classement : premier tour (1976, 1977)

- Texaco Cup (0) :
  - Participation : 3
  - Meilleur classement : deuxième tour (1973)

- Football World Championship
  - Finaliste (1) : 1888

- Tennent Caledonian Cup (1) :
  - Participation : 1
  - Vainqueur : 1977

### Compétitions régionales et de jeunes
- Birmingham Senior Cup (en) (7) :
  - Vainqueur : 1886, 1895, 1988, 1990, 1991, 2012 et 2014.
  - Finaliste : 1887, 1888, 1890, 1892, 1894, 1903, 1905 et 2002.
- Staffordshire Senior Cup (en) (13) :
  - Vainqueur : 1883, 1886, 1887, 1889, 1900, 1902, 1903, 1924, 1926, 1932, 1933, 1951 et 1969 (partagée avec Stoke City).
- Coupe d'Angleterre des moins de 18 ans (1) :
  - Vainqueur : 1976.
  - Finaliste : 1955 et 1960.

## Joueurs et personnalités du club

### Entraîneurs

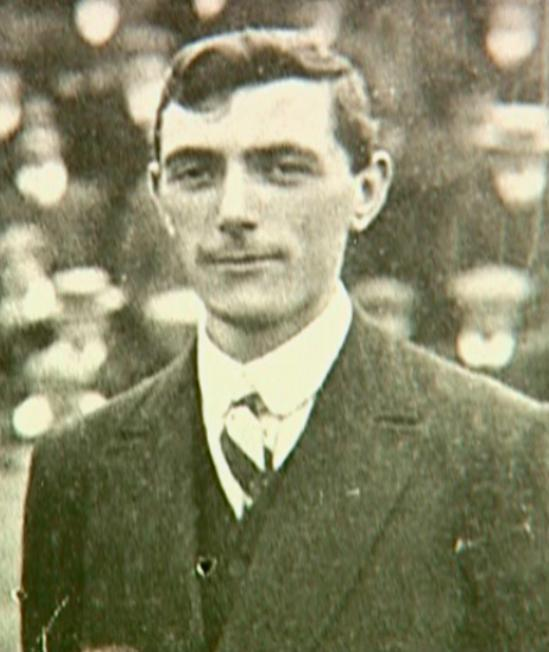
occupe le poste d'entraîneur-secrétaire pendant 46 ans, de 1902 à 1948.

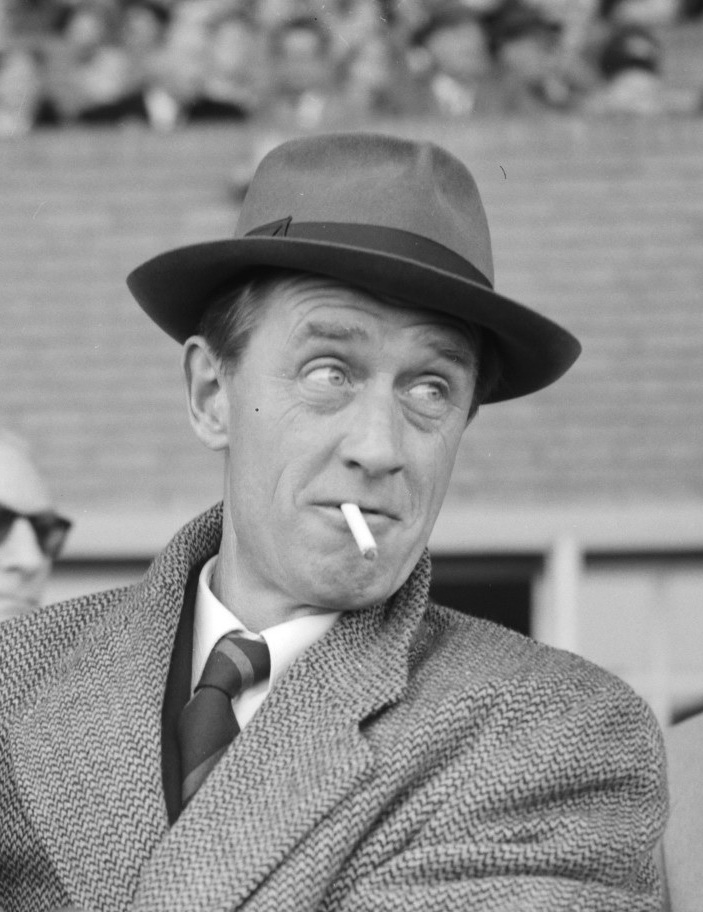
Avec Vic Buckingham, le club remporte la Coupe d'Angleterre et le Charity Shield en 1954.

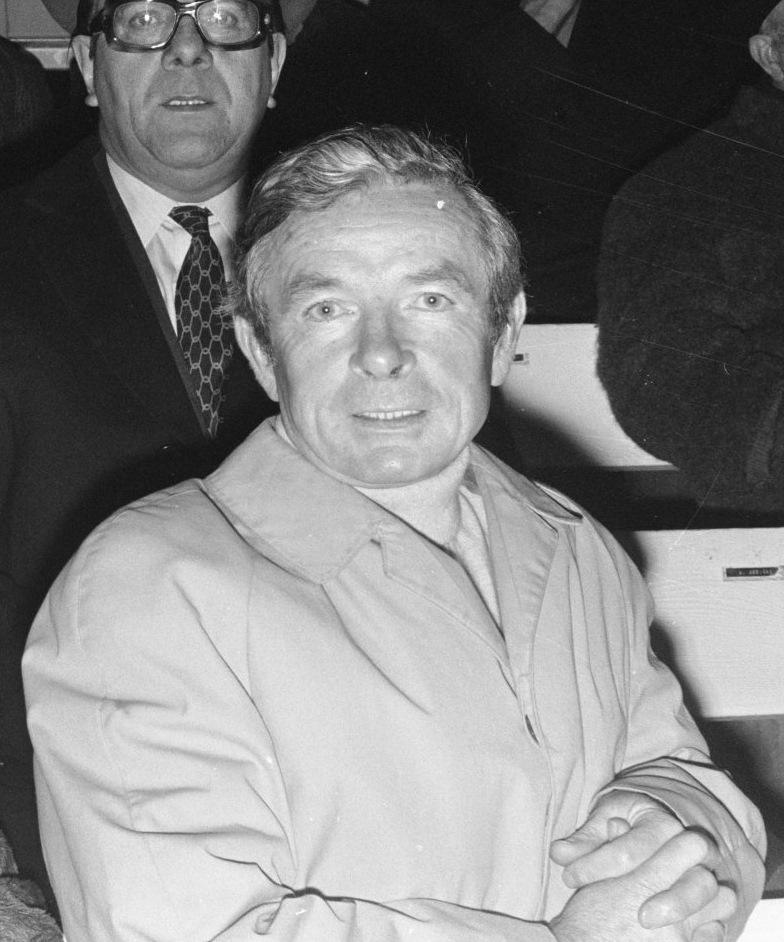
Avec Jimmy Hagan, le club remporte son unique Coupe de la Ligue en 1966.

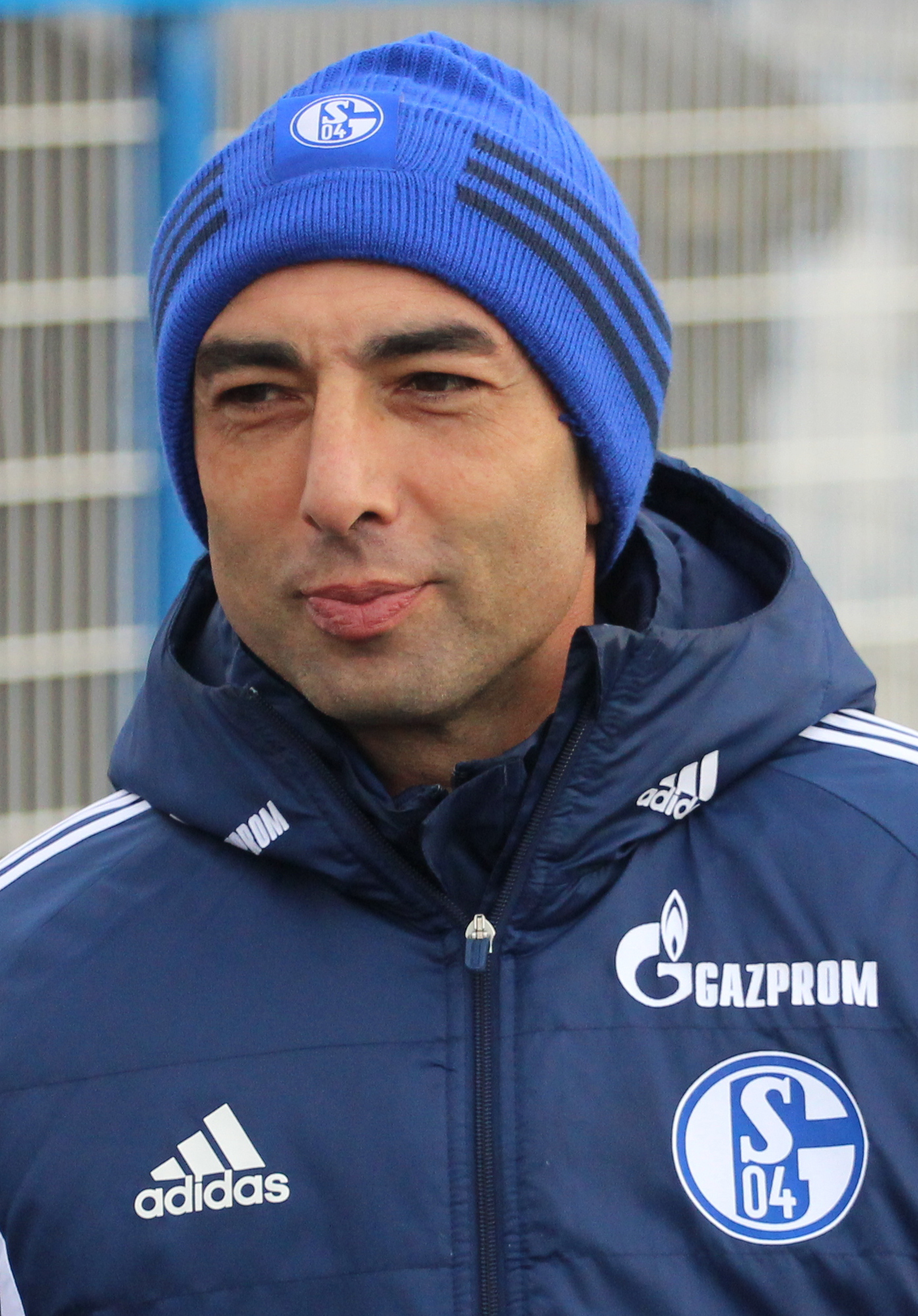
L'Italien Roberto Di Matteo permet à West Bromwich Albion de remonter en première division en 2010.

Le tableau suivant présente la liste des entraîneurs du club depuis 1890.
| Nom                                        | Début          | Fin            |
| ------------------------------------------ | -------------- | -------------- |
| Louis Ford                                 | août 1890      | mai 1892       |
| Henry Jackson                              | août 1892      | mai 1894       |
| Edward Stephenson                          | août 1894      | mai 1895       |
| Clement Keys                               | août 1895      | mai 1896       |
| Frank Heaven                               | août 1896      | août 1902      |
| Fred Everiss (en)                          | août 1902      | mai 1948       |
| Jack Smith                                 | juillet 1948   | avril 1952     |
| Jesse Carver                               | mai 1952       | février 1953   |
| Vic Buckingham                             | février 1953   | mai 1959       |
| Gordon Clark                               | juin 1959      | octobre 1961   |
| Archie Macaulay (en)                       | octobre 1961   | avril 1963     |
| Jimmy Hagan                                | avril 1963     | mai 1967       |
| Alan Ashman                                | juin 1967      | juin 1971      |
| Don Howe                                   | juillet 1971   | avril 1975     |
| Brian Whitehouse (en) (intérim)            | avril 1975     | juin 1975      |
| Johnny Giles                               | juillet 1975   | mai 1977       |
| Ronnie Allen                               | juin 1977      | décembre 1977  |
| John Wile (en) (intérim)                   | décembre 1977  | janvier 1978   |
| Ron Atkinson                               | janvier 1978   | juin 1981      |
| Ronnie Allen                               | juillet 1981   | mai 1982       |
| Ron Wylie (en)                             | juillet 1982   | février 1984   |
| Johnny Giles                               | février 1984   | septembre 1985 |
| Nobby Stiles                               | septembre 1985 | février 1986   |
| Ron Saunders                               | février 1986   | septembre 1987 |
| Ron Atkinson                               | septembre 1987 | octobre 1988   |
| Brian Talbot (intérim)                     | octobre 1988   | novembre 1988  |
| Brian Talbot                               | novembre 1988  | janvier 1991   |
| Stuart Pearson (en) (intérim)              | janvier 1991   | février 1991   |
| Bobby Gould                                | février 1991   | mai 1992       |
| Osvaldo Ardiles                            | mai 1992       | juin 1993      |
| Keith Burkinshaw                           | juin 1993      | octobre 1994   |
| Alan Buckley (en)                          | octobre 1994   | janvier 1997   |
| Arthur Mann (en) (intérim)                 | janvier 1997   | février 1997   |
| Ray Harford (en)                           | février 1997   | décembre 1997  |
| Richie Barker (en) (intérim)               | décembre 1997  | décembre 1997  |
| John Trewick (en) (intérim)                | décembre 1997  | décembre 1997  |
| Denis Smith                                | décembre 1997  | juillet 1999   |
| Cyrille Regis & John Gorman (en) (intérim) | juillet 1999   | août 1999      |
| Brian Little                               | août 1999      | mars 2000      |
| Cyrille Regis & Allan Evans (intérim)      | mars 2000      | mars 2000      |
| Gary Megson (en)                           | mars 2000      | octobre 2004   |
| Frank Burrows (en) (intérim)               | octobre 2004   | novembre 2004  |
| Bryan Robson                               | novembre 2004  | septembre 2006 |
| Nigel Pearson (intérim)                    | septembre 2006 | octobre 2006   |
| Craig Shakespeare (intérim)                | octobre 2006   | octobre 2006   |
| Tony Mowbray                               | octobre 2006   | juin 2009      |
| Roberto Di Matteo                          | juin 2009      | février 2011   |
| Michael Appleton (en) (intérim)            | février 2011   | février 2011   |
| Roy Hodgson                                | février 2011   | mai 2012       |
| Steve Clarke                               | juin 2012      | décembre 2013  |
| Keith Downing (en) (intérim)               | décembre 2013  | janvier 2014   |
| Pepe Mel                                   | janvier 2014   | mai 2014       |
| Alan Irvine                                | juin 2014      | décembre 2014  |
| Rob Kelly (en) (intérim)                   | décembre 2014  | janvier 2015   |
| Tony Pulis                                 | janvier 2015   | novembre 2017  |
| Gary Megson (en) (intérim)                 | novembre 2017  | novembre 2017  |
| Alan Pardew                                | novembre 2017  | avril 2018     |
| Darren Moore (en)                          | avril 2018     | mars 2019      |
| Slaven Bilić                               | juin 2019      | décembre 2020  |
| Sam Allardyce                              | décembre 2020  | juin 2021      |
| Valérien Ismaël                            | juin 2021      | février 2022   |
| Steve Bruce                                | février 2022   | octobre 2022   |

#### Records
| #  | Nom              | Période   | Matchs |
| -- | ---------------- | --------- | ------ |
| 1  | Tony Brown       | 1963–1981 | 720    |
| 2  | Ally Robertson   | 1968–1986 | 622    |
| 3  | John Wile        | 1970–1983 | 618    |
| 6  | Jesse Pennington | 1903–1922 | 496    |
| 4  | Tommy Glidden    | 1922–1936 | 479    |
| 5  | Len Millard      | 1937–1958 | 477    |
| 7  | Joe Smith        | 1910-1926 | 471    |
| 8  | Ronnie Allen     | 1950-1961 | 458    |
| 9  | Joe Carter       | 1921-1936 | 451    |
| 10 | Ray Barlow       | 1944-1960 | 449    |

| #  | Nom               | Période             | Buts |
| -- | ----------------- | ------------------- | ---- |
| 1  | Tony Brown        | 1963–1981           | 279  |
| 2  | Ronnie Allen      | 1950–1961           | 234  |
| 3  | Ginger Richardson | 1929-1949           | 228  |
| 4  | Jeff Astle        | 1964-1974           | 174  |
| 5  | Derek Kevan       | 1953-1963           | 173  |
| 6  | Joe Carter        | 1921-1936           | 155  |
| 7  | Tommy Glidden     | 1922-1936           | 140  |
| 8  | Bob Taylor        | 1992-1998 2000-2003 | 131  |
| 9  | Fred Morris       | 1911-1924           | 118  |
| 10 | Cyrille Regis     | 1977-1984           | 112  |

### Effectif professionnel actuel
En grisé, les sélections de joueurs internationaux chez les jeunes mais n'ayant jamais été appelés aux échelons supérieurs une fois l'âge-limite dépassé ou les joueurs ayant pris leur retraite internationale.

### Joueurs emblématiques
En 2004, à l'occasion du 125e anniversaire du club, un sondage est mené sur le site officiel du club et dans le journal local Express & Star (en) afin d'élire les seize plus grands joueurs de l'histoire de West Bromwich Albion. Une fresque murale aux Hawthorns représente cette équipe idéale, qui comprend les joueurs suivants :
| Nom               | Nat. | Période             | Matches | Buts | Position           |
| ----------------- | ---- | ------------------- | ------- | ---- | ------------------ |
| Billy Bassett     |      | 1886-1899           | 311     | 77   | ailier droit       |
| Jesse Pennington  |      | 1903-1922           | 496     | 0    | arrière gauche     |
| Ginger Richardson |      | 1929-1945           | 354     | 228  | avant-centre       |
| Ray Barlow        |      | 1944-1960           | 482     | 48   | milieu latéral     |
| Ronnie Allen      |      | 1950-1961           | 458     | 234  | avant-centre       |
| Don Howe          |      | 1952-1964           | 379     | 19   | arrière droit      |
| Tony Brown        |      | 1963-1981           | 720     | 279  | ailier / attaquant |
| Jeff Astle        |      | 1964-1974           | 361     | 174  | avant-centre       |
| John Osborne (en) |      | 1967-1972 1973-1978 | 312     | 0    | gardien            |
| John Wile (en)    |      | 1970-1983           | 619     | 29   | défenseur central  |
| Willie Johnston   |      | 1972-1979           | 261     | 28   | ailier gauche      |
| Bryan Robson      |      | 1974-1981           | 249     | 46   | milieu             |
| Derek Statham     |      | 1976-1987           | 373     | 11   | arrière gauche     |
| Laurie Cunningham |      | 1977-1979           | 114     | 30   | ailier             |
| Cyrille Regis     |      | 1977-1984           | 302     | 112  | avant-centre       |
| Russell Hoult     |      | 2001-2007           | 213     | 0    | gardien            |

### Joueur de l'année
- 1979 :  Bryan Robson
- 1981 :  Tony Godden
- 1982 :  Cyrille Regis
- 1984 :  Paul Barron (en)
- 1985 :  Garry Thompson (en)
- 1986 :  Stephen Hunt
- 1987 :  Stuart Naylor (en)
- 1988 :  Carlton Palmer
- 1989 :  Chris Whyte (en)
- 1990 :  Bernard McNally
- 1991 :  Graham Roberts
- 1992 :  Daryl Burgess (en)
- 1993 :  Bob Taylor
- 1994 :  Daryl Burgess (en)
- 1995 :  Paul Mardon (en)
- 1996 :  Andy Hunt
- 1997 :  Ian Hamilton (en)
- 1998 :  Alan Miller
- 1999 :  Lee Hughes
- 2000 :  Lárus Sigurðsson (en)
- 2001 :  Neil Clement (en)
- 2002 :  Russell Hoult
- 2003 :  Jason Koumas
- 2004 :  Thomas Gaardsøe
- 2005 :  Ronnie Wallwork (en)
- 2006 :  Jonathan Greening
- 2007 :  Diomansy Kamara
- 2008 :  Kevin Phillips
- 2009 :  Chris Brunt
- 2010 :  Graham Dorrans
- 2011 :  Youssouf Mulumbu
- 2012 :  Ben Foster
- 2013 :  Gareth McAuley
- 2014 :  Ben Foster
- 2015 :  James Morrison
- 2016 :  Darren Fletcher
- 2017 :  Ben Foster
- 2018 :  Ben Foster
- 2019 :  Dwight Gayle
- 2020 :  Matheus Pereira
- 2021 :  Sam Johnstone
- 2022 :  Matt Clarke